# Volati AB
Volati AB är en svensk industrigrupp som är börsnoterad på Stockholmsbörsen. Företaget, som har cirka 2 000 anställda (2024), har tre affärsområden: Etiketto (självhäftande etiketter med mera), Salix Group (bland annat byggvaror) och Industri (bland annat stenprodukter och master för telekommunikation).
Företagsgruppen grundades år 2003 av Karl Perhagen och Patrik Wahlén. Koncernen börsnoterades år 2016.